# Enoch Powell
John Enoch Powell, MBE (født d. 16. juni 1912, død d. 8. februar 1998) var en britisk politiker, som var medlem af det britiske underhus, først for det Konservative Parti mellem 1950-74, og derefter for Ulster Unionist Party mellem 1974-87. Før han blev politiker, arbejdede han med at undervise i oldtidskundskab, og skrev i løbet af sin karriere flere bøger, både om oldtidskundskab og om politiske emner. Han tjente også i 2. verdenskrig som del af den britiske efterretningstjeneste.
Powell er mest kendt for en tale, som han holdte i Birmingham ved et møde for lokalafdelingen af det Konservative Parti i West Midlands den 20. april 1968, som er blevet kendt som 'Rivers of Blood'-talen. Talen kritiserede indvandring til Storbritannien fra Commonwealth-landene, og spåede, at hvis indvandring til Storbritannien fortsatte som den gjorde nu, så ville der i fremtiden være store etniske konflikter mellem de lokale og de tilflyttede. Talen gik imod partilinjen på spørgsmålet, og som resultat ledte det til, at den konservative formand Edward Heath fyrede Powell fra sit skyggekabinet. Trods dette, så viste meningsmålinger og andre støtteerklæringer som breve fra vælgere, at Powells holdninger var populære blandt en stor del af befolkningen.

## Politisk karriere

### Første år
Powell havde oprindeligt været kandidat i valgkredsen Normanton i 1947, men tabte her i hvad som var en meget sikker Labour-kreds. Forud for valget i 1950, blev der oprettet en ny valgkreds ved Wolverhampton, kaldet Wolverhampton South West, og Powell blev i denne kreds ved valget i 1950 for første gang valgt til Underhuset.
I sine første år i politik var han en såkaldt backbencher, med en begrænset profil. Han blev i årene mest bemærket for sit medlemskab af en gruppe konservative parlamentarikere, som ønskede at Storbritannien skulle beholde militærkontrol over Suez-kanalen.

### Sundhedsminister og skygge forsvarsminister
Powell blev i juli 1960 udnævnt som sundhedsminister, en rolle som han tjente i frem til 1963. Denne periode er best kendt for, at Powell, kendt for sin økonomisk liberalisme, ønskede at finde måder, at beskære NHS' omkostninger.
I 1965 var Powell en kandidat til partiformand for det Konservative Parti, men tabte her rimelig grundigt, da Edward Heath blev valgt. Powell havde nok ikke nogle forventninger om at vinde, men det øgede dog hans nationale profil, og som resultat blev han inkluderet i Heaths skyggekabinet som skyggeforsvarsminister.

### Rivers of Blood
Powell holdte den 20. April 1968 en tale i Birmingham, som i eftertiden er blevet kendt som 'Rivers of Blood'-talen. Talen kritiserede indvandring til Storbritannien, blev gjort i modsvar til den forslået Race Relations Act 1968, som ville forbyde racediskrimination. Talen kom på baggrund af en følelse, at etniske konflikter var voksende, især i områder med store invandrerbefolkninger, herunder Powell egen valgkreds i Wolverhampton. Han blev herefter fyret fra skyggekabinettet af Edward Heath for at gå imod partilinjen og for at holde en tale, som Heath anså som racistisk i sin natur. Heath var også truet af, at flere af hans andre medlemmer af kabinettet ville sige op, hvis han ikke fyrede Powell.
Powell vendte tilbage til rollen som backbencher frem til 1972, hvor han igen satte sig igennem i den offentlige debat, ved sine modstand til Storbritanniens medlemskab af Det Europæiske Fællesskab. I respons til, at den konservative regering under Heath havde ledt Storbritannien ind i EF, så forlod Powell det Konservative Parti i 1974. I en tale samme år, så støttede Powell, at man skulle stemme på Labour ved valget i 1974, hvile kom som en massiv overraskelse, da Powell ellers var en modstander af socialismen.

### Ulster Unionist
Powell accepterede i 1974 en mulighed for at være kandidat for Ulster Unionist Party for valgkredsen South Down i Nordirland. Powell havde, som en britisk nationalist, været involveret i debatten om Nordirlands status. Han fortsatte i denne rolle frem til 1987, hvor han tabte sit forsøg på genvalg, og han stoppede herefter i politik.

## Privat
Powell blev gift med Pamela Wilson i 1952, og de fik to døtre. Han døde den 9. februar 1998, i en alder af 85.